# Union populaire française

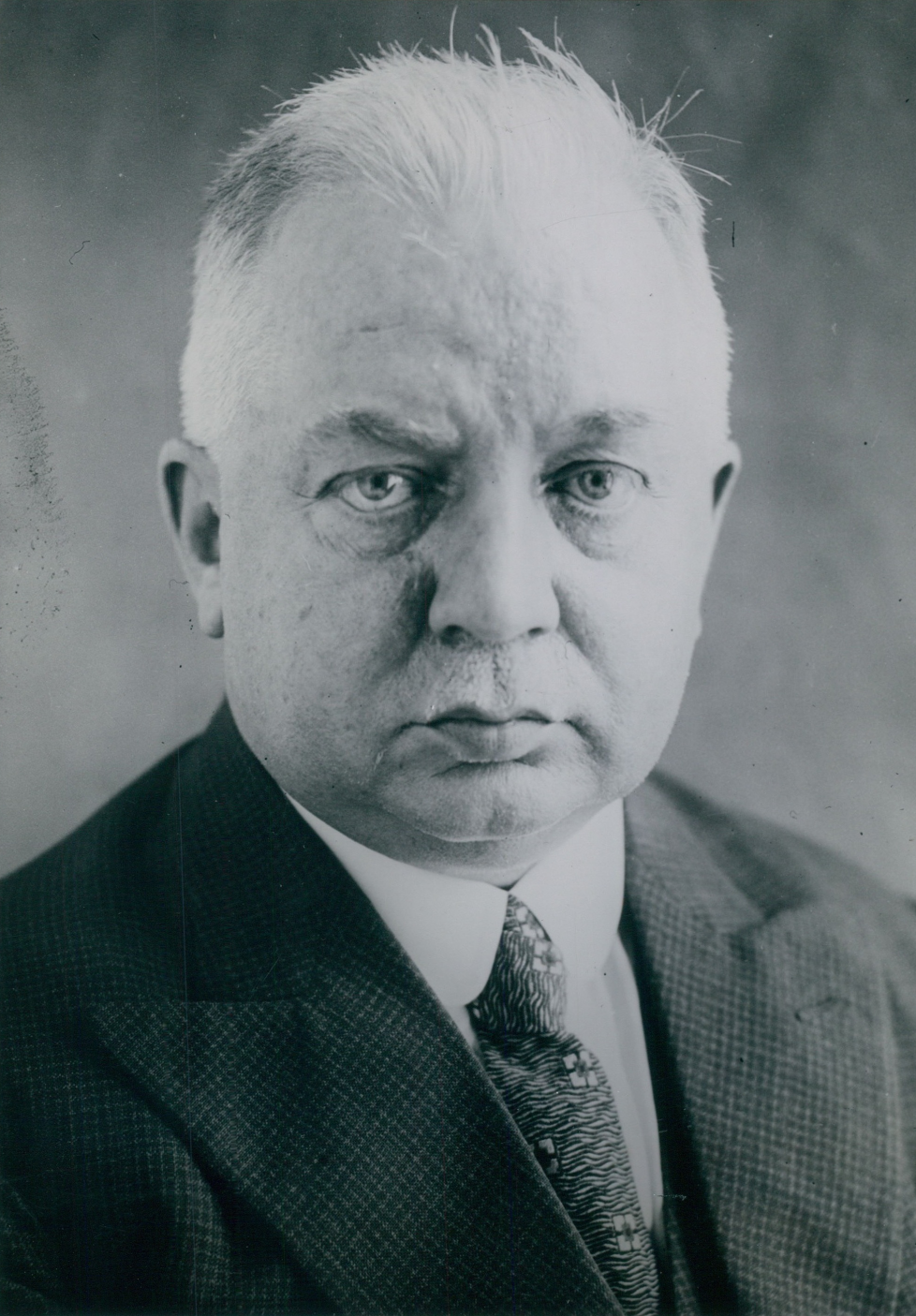
René Nicod

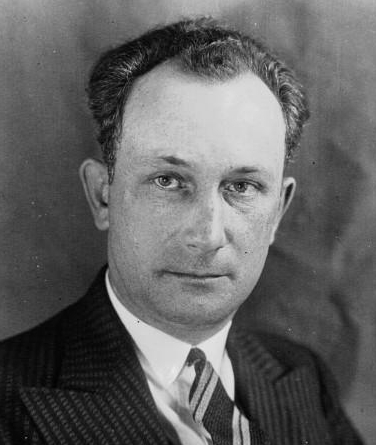
Marcel Capron

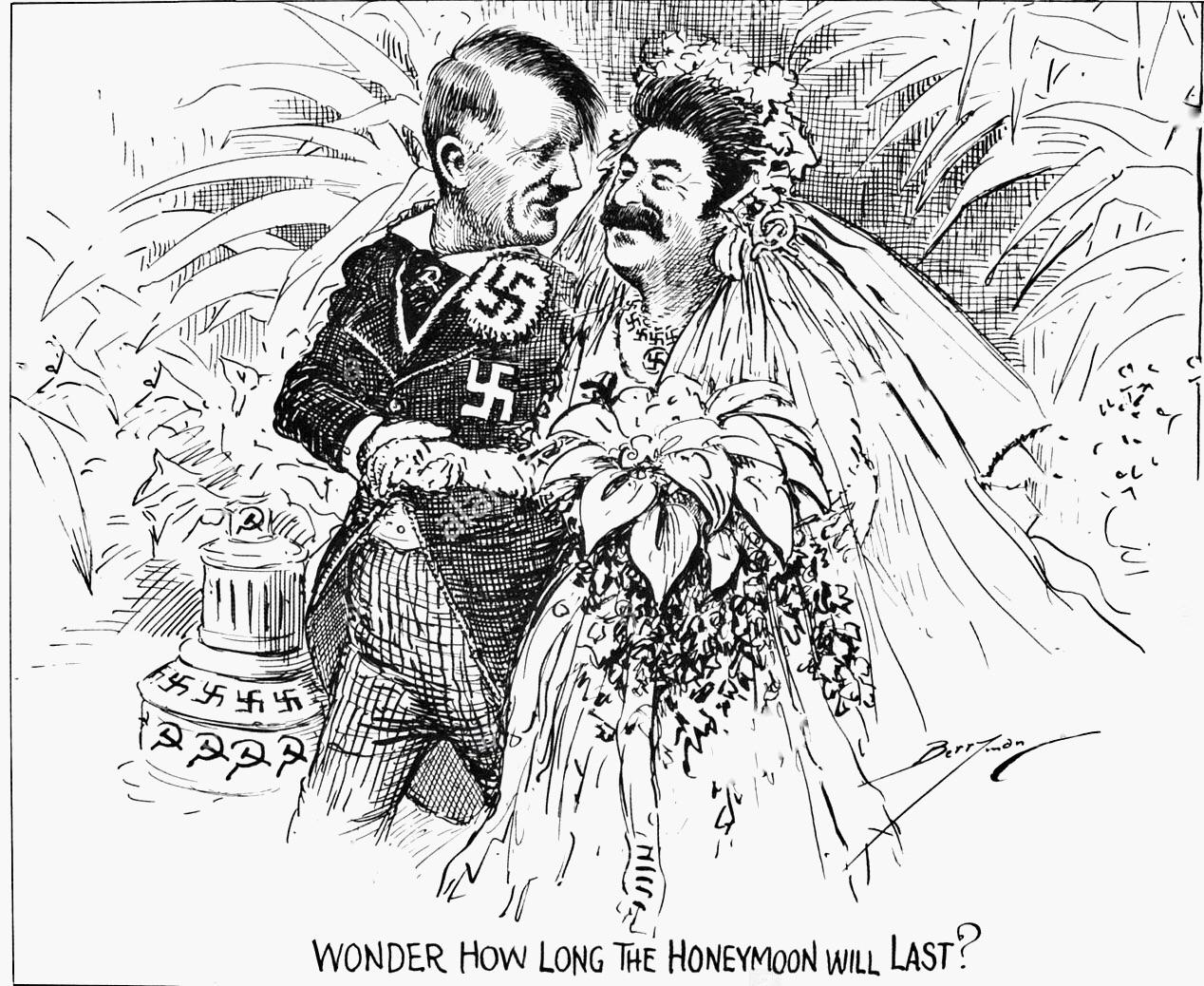
Hitler und Stalin: „Ich frage mich, wie lange die Flitterwochen dauern werden?“

Die Union populaire française (Französische Volksunion) war eine linke französische Parlamentsfraktion, die 1939 von Abtrünnigen der Kommunistischen Partei Frankreichs gegründet wurde, die gegen den deutsch-sowjetischen Pakt waren.

## Geschichte
Mehrere Abgeordnete, die nach dem von der Kommunistischen Partei Frankreichs gebilligten Deutsch-Sowjetischen Pakt mit dieser gebrochen hatten, schlossen sich zusammen und gründeten am 8. Dezember 1939 eine neue Parlamentsfraktion mit dem Namen Union populaire française.
Vorsitzender war der Abgeordnete des Départements Ain, René Nicod, der Sekretär eines Bürgermeisters des Départements Seine, Marcel Capron.
Nach ihrer Gründung schlossen sich ihr folgende Abgeordnete an:
- Marcel Brout[3][4] (Département Seine)
- Jules Fourrier[5][6] (Département Seine)
- Paul Loubradou[7][8] (Département Dordogne)
- Gustave Saussot[9][10] (Département Dordogne)

Bis zum 16. Februar 1940 traten ihr bei:
- Fernand Valat[11][12] (Département Gard)
- Gilbert Declercq[13][14] (Département Nord)
- Sulpice Dewez[15][16] (Département Nord)
- Lucien Raux[17][18] (Département Nord)
- Eugène Jardon[19][20] (Département Allier)
- Émile Fouchard[21][22] (Département Seine-et-Marne)
- Armand Pillot[23][24] (Département Seine)

Im Februar 1940 unterzeichneten sie gemeinsam mit Léon Piginnier, Marcel Gitton (beide Abgeordnete des Départements Seine) und mehreren Generalräten dieses Départements (Vital Gayman, Charles Delval, Maurice Naile, Charles Rigaud und Albert Vassart) einen öffentlichen Brief, in dem sie erklärten, „Warum wir aus der KP ausgetreten sind“.
Am 10. Juli 1940, als Philippe Pétain die erweiterte Vollmachten erteilt wurden, war die Haltung der Abgeordneten dieser Fraktion nicht einstimmig. Nur Fouchard, Jardon und Nicod stimmten gegen das Verfassungsgesetz; Brout, Loubradou und Saussot nahmen an der Abstimmung nicht teil.
Alle Abgeordneten der Union populaire française wurden später von der PCF als Renegaten bezeichnet. Während einige von ihnen, darunter Marcel Capron, mit der Parti ouvrier et paysan français zusammenarbeiteten, schlossen sich andere der Résistance an, darunter Jules Fourrier, René Nicod, Émile Fouchard und Gustave Saussot.